# Epidesma aelia
Epidesma aelia är en fjärilsart som beskrevs av William Schaus 1889. Epidesma aelia ingår i släktet Epidesma och familjen björnspinnare. Inga underarter finns listade i Catalogue of Life.